# Stoke City Football Club
Stoke City Football Club, que chamava-se Stoke Football Club até 1925, é um clube de futebol da cidade de Stoke-on-Trent na Inglaterra, que disputa atualmente a EFL Championship. Fundado em 1863, o clube é o mais antigo da Premier League e o segundo clube profissional mais antigo do mundo, atrás apenas de Notts County.
Seu primeiro e único grande troféu até o momento, a Copa da Liga foi conquistada em 1972, quando o time derrotou o Chelsea por 2–1. A classificação mais alta do clube na primeira divisão é a quarta, que foi alcançada nas temporadas de 1935-1936 , 1946-1947 e 2024-2025 O Stoke jogou a final da FA Cup em 2011, terminando como vice-campeão do Manchester City e alcançando três semifinais da FA Cup; em 1899, depois consecutivamente em 1971 e 1972. O time ainda competiu no futebol europeu em três ocasiões, primeiro em 1972-73, depois em 1974-75 e, mais recentemente, em 2011-12. O clube ganhou o Troféu da Liga de Futebol duas vezes, em 1992 e em 2000.
A casa do clube é o Bet365 Stadium, com 30.089 lugares. Antes de o estádio ser inaugurado em 1997, o clube era baseado no Victoria Ground, que tinha sido sua casa desde 1878. O apelido do clube é "The Potters", em homenagem à indústria de cerâmica de Stoke-on-Trent e seu uniforme titular tradicional é uma camisa listrada verticalmente vermelha e branca, shorts e meias brancas. Os rivais tradicionais do Stoke são os clubes de Midlands, West Bromwich Albion e Wolverhampton Wanderers, enquanto seu rival local (que pertence a divisões inferiores) é o Port Vale, com quem disputam o derby de Potteries.

## Principais títulos
| NACIONAIS | NACIONAIS                      | NACIONAIS | NACIONAIS         |
|           | Competição                     | Títulos   | Temporadas        |
|           | Copa da Liga Inglesa           | 1         | 1971-72           |
|           | EFL Trophy                     | 2         | 1991-92 e 1999-00 |
|           | Campeonato Inglês - 2ª Divisão | 2         | 1932-33 e 1962-63 |
|           | Campeonato Inglês - 3ª Divisão | 2         | 1926-27 e 1992-93 |
| --------- | ------------------------------ | --------- | ----------------- |

#### Campanhas de destaque e títulos menores
- Birmingham Senior/Birmingham Senior Cup
  - Vice-Campeões (4): 1909-10/1914-15/1919-20/1920-21

- Staffordshire Senior Cup
  - Vice-Campeões (18): 1882–83/1885–86/1890–91/1895–96/1896–97/1900-01/1901–02/1902–03/1923–24/1925–26/1934–35/1951–52/1971–72/1973–74/1980–81/2002–03/2005–06/2010–11

- Birminghan Cup 2
  -  Vencedor (1):
    - 1910–11

- Isle of Man Trophy
  -  Vencedor (3):
    - 1987, 1991, 1992

  - Vice Campeões (1): 
    - 1985

## Jogadores Históricos
- Stanley Matthews